# علاقات ألبانيا والناتو

انضمت ألبانيا وكرواتيا إلى الناتو في عام 2009

انضمت ألبانيا إلى الناتو في عام 2009. بدأت علاقة ألبانيا مع حلف شمال الأطلسي (الناتو) في عام 1992 عندما انضمت إلى مجلس الشراكة الأوروبية الأطلسية. في عام 1994، انضمت إلى شراكة الناتو من أجل السلام، والتي بدأت عملية انضمام ألبانيا إلى الحلف. في عام 1999، تلقت الدولة خطة عمل العضوية (MAP). تلقت البلاد دعوة للانضمام إلى قمة بوخارست 2008 وأصبحت عضوًا كامل العضوية في 1 أبريل 2009.

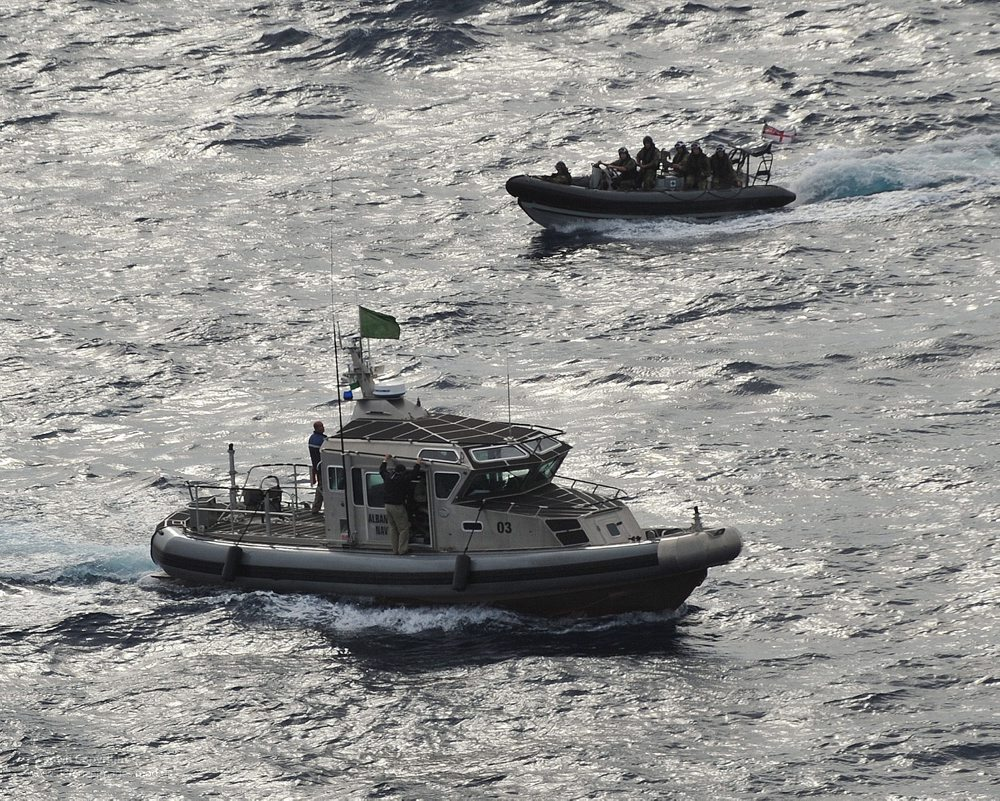
البحرية الملكية مع زورق دورية للقوات البحرية الألبانية خلال تدريبات الناتو المشتركة

كانت ألبانيا من بين أوائل دول أوروبا الشرقية التي انضمت إلى برنامج الشراكة من أجل السلام. اعتبر السياسيون الألبان الانضمام إلى الناتو أولوية قصوى. منذ عام 1992، انخرطت ألبانيا بشكل مكثف مع الناتو وحافظت على مكانتها كعامل استقرار وحليف قوي للولايات المتحدة والاتحاد الأوروبي في منطقة البلقان المضطربة والمنقسمة. بالإضافة إلى الإرادة السياسية، أيدت الأغلبية الساحقة من 95٪ من السكان الألبان عضوية الناتو.

## تقدم المفاوضات
| الشراكة من أجل السلام | 1994-02-23 |
| خطة عمل العضوية       | 1999-04-12 |
| دعوة للانضمام         | 2008-04-03 |
| بروتوكول الانضمام     | 2008-07-09 |
| تصديق:                |            |
| بلجيكا                | 2009-01-29 |
| بلغاريا               | 2008-10-23 |
| كندا                  | 2009-01-14 |
| جمهورية التشيك        | 2008-12-22 |
| الدنمارك              | 2008-12-09 |
| إستونيا               | 2008-12-19 |
| فرنسا                 | 2009-02-04 |
| ألمانيا               | 2008-12-19 |
| اليونان               | 2009-02-17 |
| هنغاريا               | 2008-09-15 |
| آيسلندا               | 2009-02-12 |
| إيطاليا               | 2008-12-23 |
| لاتفيا                | 2008-09-18 |
| ليتوانيا              | 2008-10-06 |
| لوكسمبورغ             | 2009-02-12 |
| هولندا                | 2009-02-17 |
| النرويج               | 24-11-2008 |
| بولندا                | 2008-10-21 |
| البرتغال              | 2009-02-13 |
| رومانيا               | 2008-10-21 |
| سلوفاكيا              | 24-10-2008 |
| سلوفينيا              | 2009-02-09 |
| إسبانيا               | 2008-12-18 |
| تركيا                 | 2008-11-26 |
| المملكة المتحدة       | 2008-12-19 |
| الولايات المتحدة      | 2008-09-26 |
| عضوية كاملة           | 2009-04-01 |

## مجلس تعاون شمال الأطلسي
بعد سقوط الاتحاد السوفيتي في عام 1991، أنشأ الناتو مجلس تعاون شمال الأطلسي (NACC) لتعزيز التعاون المؤسسي في القضايا السياسية والأمنية بين أعضاء الناتو ودول حلف وارسو السابقة. انضمت ألبانيا في عام 1992.

## الشراكة من أجل السلام
الشراكة من أجل السلام (PfP) هي أحد برامج الناتو التي تهدف إلى خلق الثقة بين الناتو والدول الأخرى في أوروبا والاتحاد السوفيتي السابق. وقعت ألبانيا اتفاقية الشراكة من أجل السلام في 23 فبراير 1994.

## خطة عمل العضوية
تم تصميم خطط عمل عضوية الناتو (MAP) لمساعدة الدول الشريكة الطموحة على تلبية معايير الناتو والاستعداد لعضوية محتملة في المستقبل. يجب على الدول الطموحة المشاركة أولاً في خطة عمل العضوية قبل انضمامها إلى الحلف. ستبقى خطة عمل العضوية (MAP) هي الوسيلة لإبقاء تقدم الطامحين قيد المراجعة.
تلقت ألبانيا خطة عمل العضوية في عام 1999.

## بروتوكولات الانضمام إلى قمة بوخارست
في قمة الناتو عام 2008 في بوخارست، وقعت الدول الأعضاء في الناتو بروتوكولات انضمام لألبانيا وكرواتيا. وأقيم حفل التوقيع وشهده وزيرا خارجية البلدين. يجب على الدول الأعضاء في الناتو أن تصدق على البروتوكولات وفقًا لإجراءاتها الوطنية. كان الناتو يأمل في استكماله بحلول قمة الناتو القادمة في أبريل 2009.

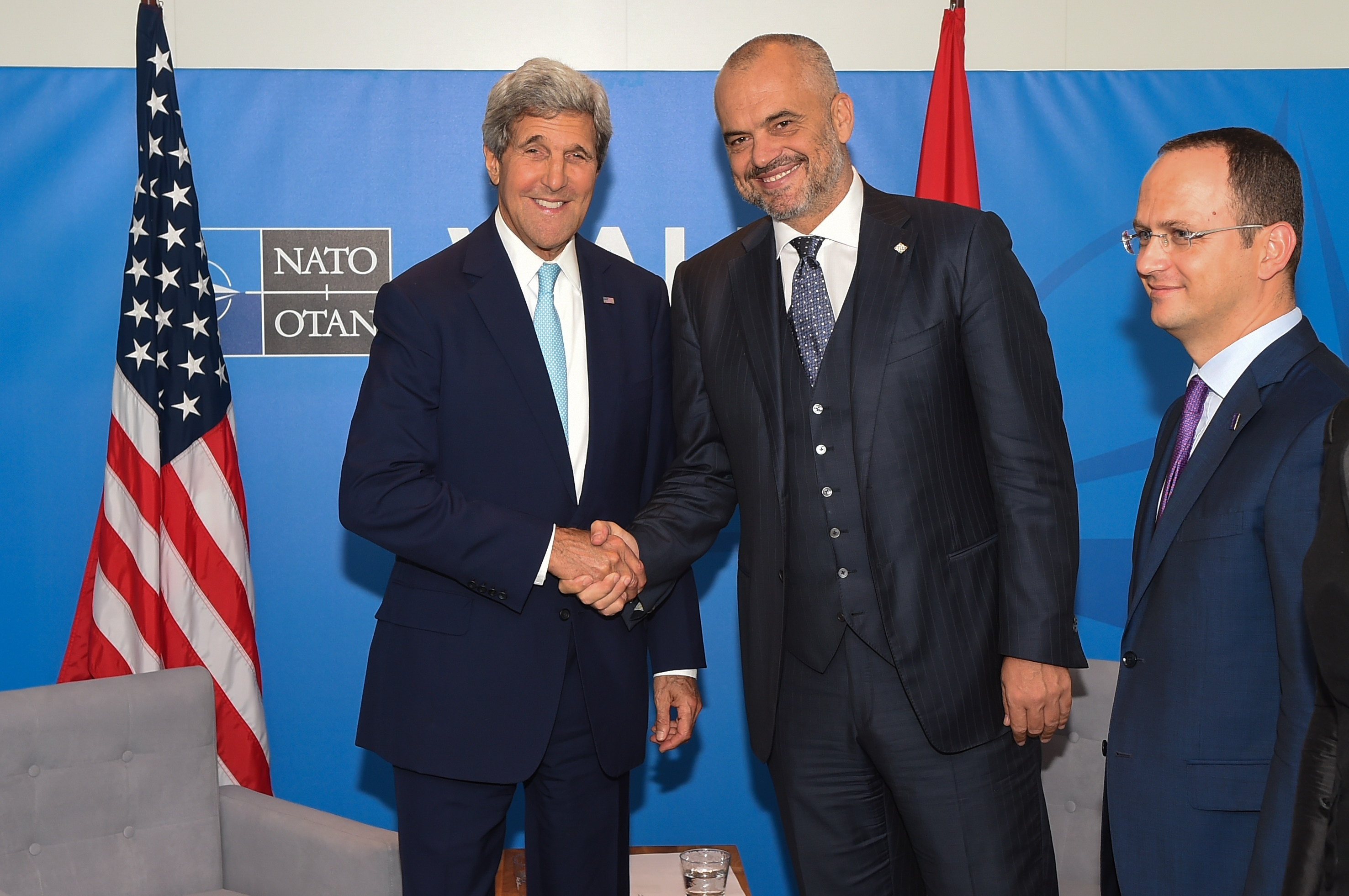
الوزير كيري يصافح رئيس الوزراء الألباني راما قبل الاجتماع الثنائي في قمة الناتو في ويلز

## قاعدة كوتشوف الجوية
في أغسطس 2018، أعلن رئيس وزراء ألبانيا، إيدي راما، أن الناتو يخطط لبناء أول قاعدة جوية له في غرب البلقان بالقرب من بلدية كوتشوفي في جنوب وسط ألبانيا. كما يناقش المسؤولون مع الولايات المتحدة والتحالف «تحديث القدرات الجوية الألبانية». من المتوقع أن تبدأ المرحلة الأولى من المشروع بحلول نهاية عام 2018 بتكلفة تقديرية تبلغ 50 مليون يورو.